# Kay Tejan
Kay Sheku Tejan (Amsterdam, 3 februari 1997) is een Nederlands voetballer die als aanvaller voor USL Dunkerque speelt.

## Carrière
Kay Tejan speelde in de jeugd van AFC DWS en AFC, waarna hij in 2016 naar FC Volendam vertrok. Hier speelde hij twee seizoenen in het tweede elftal, waarmee hij in de Derde divisie Zaterdag uitkwam. Op 2 februari 2018 debuteerde hij in het eerste elftal van FC Volendam, in de met 2-0 gewonnen thuiswedstrijd tegen Fortuna Sittard. Twee maanden later speelde hij zijn tweede en laatste wedstrijd voor Volendam, een 4-1 winst tegen Jong AZ. In 2018 vertrok hij naar K.v.v. Quick Boys, waar hij in een seizoen in de Derde divisie negentien doelpunten scoorde. Sinds 2019 speelde hij voor Kozakken Boys. Vanaf het seizoen 2021/2022 speelde Tejan in de spits bij TOP Oss.
Tejan sloot op 19 juli 2022 op huurbasis aan bij de Moldavische Super Liga-club Sheriff Tiraspol. Hij maakte op dezelfde dag zijn competitiedebuut voor de club en kwam van de bank in de tweede helft van de UEFA Champions League-kwalificatiewedstrijd tegen Maribor voor Momo Yansané. Tejan werd verhuurd tot met het eind van het kalenderjaar 2022 met een koopoptie. Die optie werd niet gelicht waarop hij weer terug naar TOP Oss ging.
Medio 2023 verruilde Tejan TOP Oss voor ŁKS Łódź uit Polen. In Polen was Tejan eerste spits en kwam hij tot 31 optredens, maar hij kon niet voorkomen dat ŁKS Łódź onderaan de ranglijst eindigde. Na een seizoen in Polen trok de centrumspits naar Frankrijk, waar hij aan de slag ging bij USL Dunkerque uit de Ligue 2. Tejan en zijn ploeggenoten reikten in de jaargang 2024/25 als tweedeklasser tot de halve finale van de Franse beker. In de kwartfinale tegen Lille OSC wist de spits het net te vinden, alvorens Paris Saint-Germain in de volgende ronde te sterk bleek. 

### Statistieken
| Seizoen                    | Club               | Competitie        | Competitie | Competitie | Beker | Beker | Overig | Overig | Totaal | Totaal |
| Seizoen                    | Club               | Competitie        | Wed.       | Dlp.       | Wed.  | Dlp.  | Wed.   | Dlp.   | Wed.   | Dlp.   |
| -------------------------- | ------------------ | ----------------- | ---------- | ---------- | ----- | ----- | ------ | ------ | ------ | ------ |
| 2016/17                    | Jong FC Volendam   | Derde Divisie     | 25         | 4          | –     | –     | –      | –      | 25     | 4      |
| 2017/18                    | Jong FC Volendam   | Derde Divisie     | 29         | 6          | –     | –     | 2      | 0      | 31     | 6      |
| 2017/18                    | FC Volendam        | Eerste Divisie    | 2          | 0          | 0     | 0     | –      | –      | 2      | 0      |
| 2018/19                    | Quick Boys         | Derde Divisie     | 30         | 19         | 1     | 0     | 4      | 3      | 35     | 22     |
| 2019/20                    | Kozakken Boys      | Tweede Divisie    | 22         | 6          | 0     | 0     | –      | –      | 22     | 6      |
| 2020/21                    | Kozakken Boys      | Tweede Divisie    | 4          | 2          | 1     | 0     | –      | –      | 5      | 2      |
| 2021/22                    | TOP Oss            | Eerste Divisie    | 36         | 14         | 1     | 0     | –      | –      | 37     | 14     |
| 2022/23                    | → Sheriff Tiraspol | Divizia Națională | 8          | 1          | 1     | 0     | 6      | 0      | 15     | 1      |
| 2022/23                    | TOP Oss            | Eerste Divisie    | 13         | 3          | 0     | 0     | –      | –      | 13     | 3      |
| 2023/24                    | ŁKS Łódź           | Ekstraklasa       | 30         | 7          | 1     | 0     | –      | –      | 31     | 7      |
| 2024/25                    | USL Dunkerque      | Ligue 2           | 28         | 2          | 6     | 1     | –      | –      | 34     | 3      |
| Carrièretotaal             | Carrièretotaal     | Carrièretotaal    | 227        | 64         | 11    | 1     | 12     | 3      | 250    | 68     |
| Bijgewerkt op 1 juli 2025. |                    |                   |            |            |       |       |        |        |        |        |